# Hermann Planck
Hermann Planck (* 1869; † 1913 in Schwenningen) war ein deutscher Bezirksnotar und sozialistischer Publizist. Er war Mitglied der Sozialdemokratischen Partei Deutschlands (SPD).

## Leben
Planck war das zweitjüngste Kind seiner Familie. Sein Vater, Pfarrer, zuletzt in Fluorn, starb, als Planck noch keine zwei Jahre alt war, woraufhin seine Familie nach Nürtingen zog. Im Jahr 1882 legte er das Landexamen ab. Nach einem Jahr in Schöntal wendete er sich jedoch krankheitsbedingt von der Theologie ab. Mitte der 1880er Jahre absolvierte er eine Ausbildung beim Notar Wandel in Nürtingen. Kurz nach der Jahrhundertwende kam Planck nach Stuttgart, wo er an einem Buch zur "Führung des Grundbuchs", das noch heute benutzt wird, mitarbeitete. Im Jahr 1906 heiratete er Paula Mohr.
Planck starb im Jahr 1913 in Schwenningen. Auf seinen Wunsch siedelte seine Familie wieder nach Nürtingen über.

## Politische Karriere
In Nürtingen hatte er begonnen, soziale und philosophische Studien anzustellen und Korrespondenzen für die sozialdemokratische Schwäbische Tagwacht zu verfassen. Diese führten ihn zusammen mit seinem Vetter, dem als „Roten Apotheker“ bekannten Theodor August Lutz aus Baden-Baden. Anders als diesem war es Planck jedoch als Staatsbeamter nicht möglich, sich offen zum Sozialismus zu bekennen. Dennoch unterstützte er die SPD, wo er nur konnte.